# Йоганн Галлер

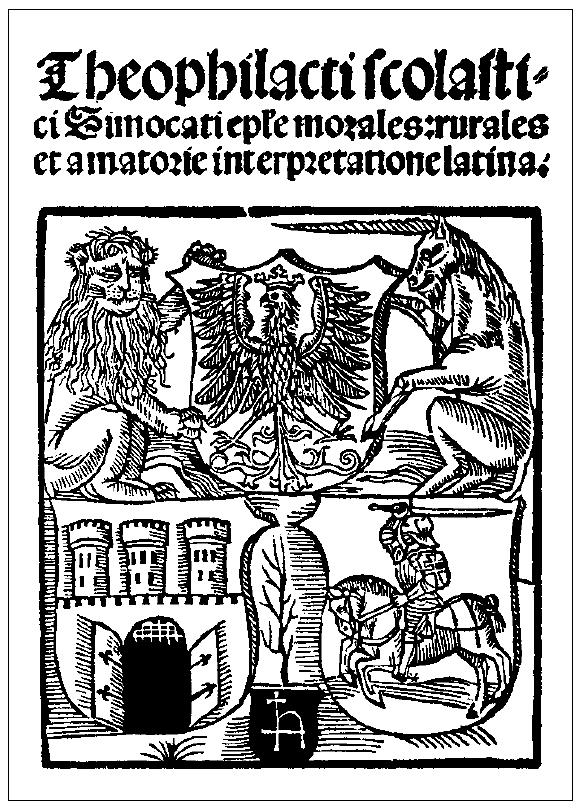
Титульна сторінка видання листів Феофілакта Симмокати

Йога́нн Га́ллер (лат. Ioannis Haller, пол. Jan Haller; 1467–1525) — польський видавець доби Відродження. Представник німецького дому Галлерів. Краківський купець і власник друкарні в Кракові.

## Біографія
Народився у Ротенбурзі-на-Таубері в Баварії.
З 1482 року навчався в Краківській академії, але наукового ступеня не здобув. 1491 року став міщанином Кракова і одружився із Барбарою Кунош, донькою краківського кушніра. З 1501 року — міський лавник. Розбагатів на продажу угорських вин та спритних напоїв. Під час подорожей закордон уклав контракти із західними видавництвами. 1501 року відрядив до Кракова друкаря із Меца, Каспара Хохфедера, який розпочав друк книг під монограмою Галлера з 1505 року. 30 вересня 1505 року отримав королівський привілей на друкування. 27 січня 1506 року видав на пергаменті Статут Ласького, перше друковане видання урядового документу в історії Польщі. 1510 року придбав паперовий млин у Червоному Предніку біля Кракова. За життя видав близько 300 книг. Друкував роботи Еразма Ротердамського і Цицерона. 1509 року надрукував латинський переклад Миколая Коперника з грецької листів Феофілакта Сімокатти.